# Uli Stielike

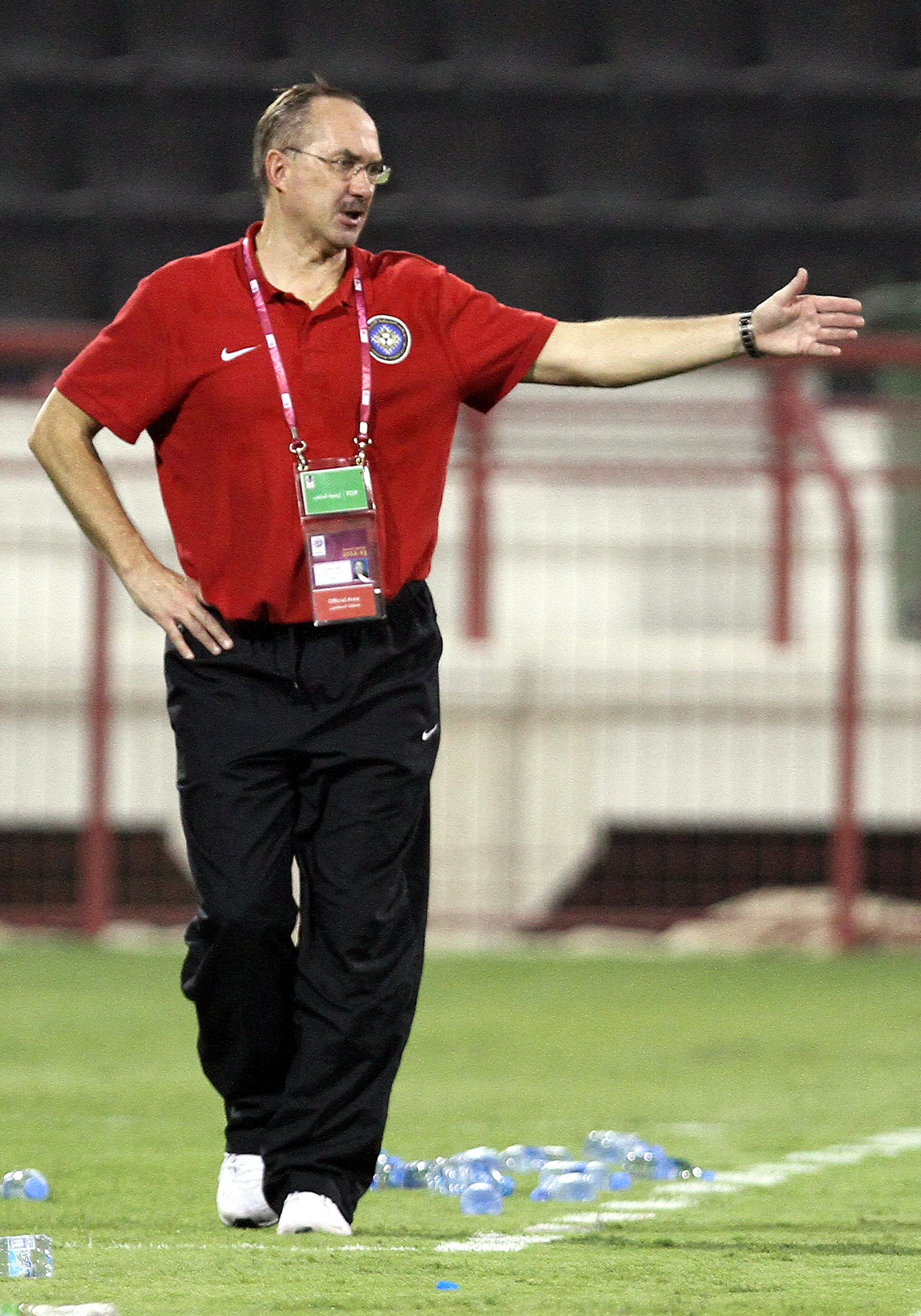
Uli Stielike (2012)

Ulrich "Uli" Stielike (* 15. listopad 1954, Ketsch) je bývalý německý fotbalista, který reprezentoval Západní Německo. Nastupoval většinou na postu libera či záložníka. V současnosti je trenérem jihokorejské reprezentace.
S reprezentací NSR vyhrál mistrovství Evropy roku 1980 a získal stříbrnou medaili ze světového šampionátu ve Španělsku roku 1982. Hrál též na Euru 1984. V národním mužstvu působil v letech 1975–1984 a odehrál za něj 42 zápasů, v nichž vstřelil 3 branky.
Dvakrát vyhrál Pohár UEFA, prvně v sezóně 1974/75 s Borussií Mönchengladbach, podruhé s Realem Madrid v ročníku 1984/85.  Dvakrát hrál finále Poháru mistrů evropských zemí, v sezóně 1976/77 s Borussií, 1980/81 s Realem. Celkem v evropských pohárech odehrál 83 zápasů a dal 10 gólů.
Třikrát slavil titul německého mistra (1974/75, 1975/76, 1976/77), třikrát se stal rovněž mistrem Španělska (1977/78, 1978/79, 1979/80), dvakrát slavil triumf v lize švýcarské s Xamaxem Neuchâtel (1986/87, 1987/88). Má jeden německý (1975) a dva španělské poháry (1980, 1982).
Čtyřikrát byl vyhlášen nejlepším zahraničním hráčem španělské ligy v anketě Don Balón (1979, 1980, 1981, 1982).
Jako trenér získal s jihokorejskou reprezentací stříbrnou medaili na Mistrovství Asie 2015. Vedl též reprezentační týmy Švýcarska (1989–1991) a Pobřeží slonoviny (2006–2008).